# Restauration (Geschichte)
Mit dem historischen Fachbegriff Restauration (lateinisch restaurare ‚wiederherstellen‘) bezeichnet man allgemein die Wiederherstellung eines politischen Zustands, in der Regel die Wiedereinsetzung einer alten Dynastie, die im Zug einer Revolution beseitigt worden war.
Gemeint ist ferner die Wiederherstellung einer legitimen Herrschaftsform, die vorübergehend durch innere oder äußere Einflüsse (Gewalt, Putsch) unterbrochen war, die Rekuperation ‚Wiedergewinnung‘. 
Hingegen bezeichnet man die Wiedereinsetzung einer Herrschaftsform, die durch frühere Vorkommnisse ihr Ansehen verloren oder die in einem Land keine Tradition hat, als Instauration.

## Begriffsherkunft
Der Name Restauration wurde dem Hauptwerk des Schweizer Staatsrechtlers Karl Ludwig von Haller, Die Restauration der Staatswissenschaft oder Theorie des natürlich-geselligen Zustandes der Chimäre des künstlich-bürgerlichen entgegengesetzt (1816–1834), entlehnt. Von Haller füllte den Begriff noch positiv; später im 19. Jahrhundert verlor er diese Konnotation und wurde mit Reaktion gleichgesetzt.

## Historische Restaurationen

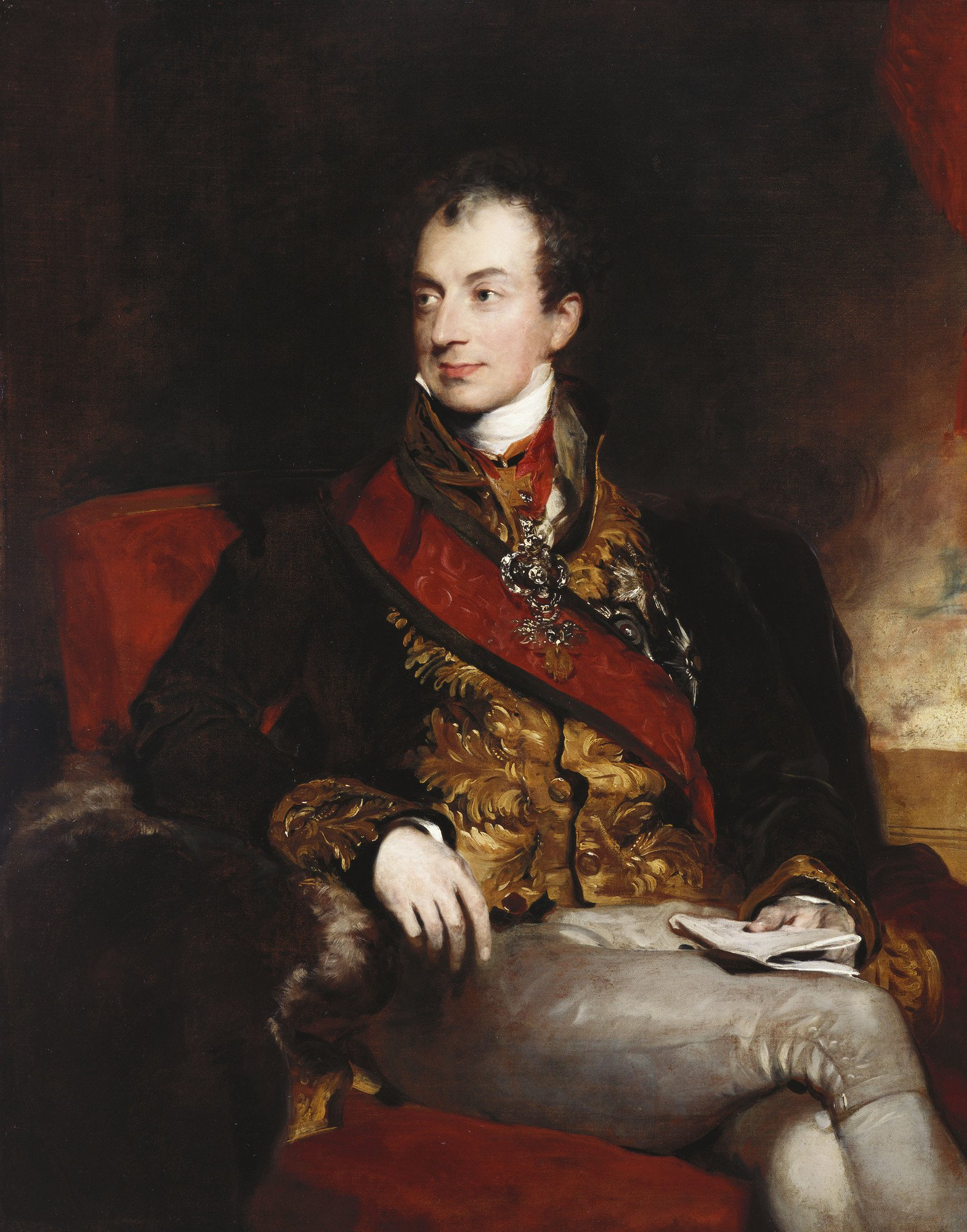
Fürst von Metternich, Reproduktion eines Gemäldes von Sir Thomas Lawrence, ca. 1815

Bekannte geschichtliche Ereignisse in diesem Sinn sind die Wiederherstellung der Unabhängigkeit Portugals von Spanien durch den Restaurationskrieg (1640–1668), die Restauration des Hauses Stuart in England (1660–1688), oder die Restauration der Bourbonen in Frankreich (1812–1830; erste Restaurationszüge schon 1810).
Im Weiteren versteht man darunter im Besonderen den Zeitraum des Vormärz in den deutschsprachigen Staaten, also die Zeit nach dem Wiener Kongress 1815. Im engeren Sinn werden für die deutschen Staaten die Jahre 1815–1830 als Zeitalter der Restauration bezeichnet. Treibende Kraft war dabei Fürst von Metternich. In diese Zeit fällt auch die Restauration in der Schweiz (1814–1830).
Auch die Zeit nach 1848 wird in Deutschland teilweise Restaurationszeit genannt. Verbreiteter ist allerdings der Begriff Reaktionsära.
Restaurative Tendenzen lassen sich in ganz Europa feststellen, wobei England aufgrund seiner Vorgeschichte eine Ausnahme bildete. Die entscheidende Revolution (Glorious Revolution) hatte dort bereits 1688 stattgefunden und die sozialen Zugeständnisse am Anfang des 19. Jahrhunderts waren in Form von Arbeitskämpfen und Parlamentsdebatten ausgetragen worden. England blieb folgerichtig auch eine der wenigen Nationen in Europa, in denen keine Märzrevolution stattfand.
Die Meiji-Restauration, der politische Umbruch in Japan nach 1868, war nur dem Namen nach eine Wiederherstellung früherer Zustände, insofern als die politische Macht vom Shogun auf den Kaiser, den Tenno, zurück übertragen wurde. Tatsächlich begann mit der Meiji-Restauration die rasante Umwandlung Japans von einem mittelalterlichen Feudalstaat in eine moderne Industriegesellschaft.
Im Jahr 1948 war in Spanien die Wiedereinführung der Monarchie von Diktator Francisco Franco vorgesehen worden. Seitdem war Spanien offiziell wieder ein Königreich, allerdings ohne einen richtigen König. Erst am 22. November 1975 gab es wieder einen König in Spanien – Juan Carlos I. – im Rahmen einer parlamentarischen Erbmonarchie und nicht wie von dem kurz davor verstorbenen Alleinherrscher Franco vorbereitet, in Form eines faschistischen Königs und einer Instauration.
Osttimor feiert zweimal im Jahr seine Unabhängigkeit. Am 28. November mit dem Proklamationstag die Ausrufung der Unabhängigkeit von Portugal 1975, die allerdings nur von wenigen Staaten anerkannt wurde und am 20. Mai den „Tag der Wiederherstellung der Unabhängigkeit“ die Entlassung Osttimors in die Unabhängigkeit 2002 nach 24 Jahren indonesischer Besatzung und drei Jahren UN-Verwaltung.

## Restauration in der Musik
Der Cäcilianismus – nach der frühchristlichen Märtyrin Cäcilia von Rom – bezeichnet eine katholische kirchenmusikalische Restaurationsbewegung des 19. Jahrhunderts. Cäcilia gilt als Schutzpatronin der Musikgeschichte. Der Cäcilianismus verlangte eine Rückbesinnung und Orientierung auf einen an Palestrina angelehnten A-cappella-Stil, für den die Anhänger des Cäcilianismus den Begriff der altklassischen Vokalpolyphonie prägten.